# Kacham-Ouest
Kacham-Ouest est une commune située dans le département de Tin-Akoff, dans la province d'Oudalan, région du Sahel, au Burkina Faso.